# 日比谷神社
日比谷神社（ひびやじんじゃ）は、東京都港区東新橋にある神社である。
豊受大神（稲荷神）・祓戸四柱大神（瀬織津比売大神・速開都比売大神・気吹戸主大神・速佐須良比売大神）を祀る。旧称 日比谷稲荷明神。氏子地域には汐留も含まれる。

## 歴史
創建年代は不詳である。元は現在の日比谷公園内の大塚山に鎮座していた。慶長年間、江戸城の拡張に当たり、氏子とともに芝口（現在の東新橋）に移され、明治時代、鉄道（東海道線）の敷設に当たり新橋4丁目に遷座した。その境内地全域が計画道路の予定地にかかっていたことから、2009年（平成21年）7月31日に東新橋2丁目の国道15号（第一京浜）沿いに遷座した。

## 信仰
別名を「鯖稲荷」という。もともとは大塚山に在った頃、苦しむ旅人達に社務所を開放して無病息災を祈願を受けさせたところ霊験があったことから、「旅泊（さば）稲荷明神」と呼ばれていた。
新橋移転以降は「鯖」の字を当てた鯖稲荷となり、虫歯に苦しむ人が鯖を断って当社に祈願すると霊験があるとされ、成就すると鯖を奉納する習わしであった。
新橋には他に烏森神社があり、大祭は烏森神社と交互に隔年で行われる（ただし氏子地域は重複していない）。

## 氏子地域
- 港区新橋二丁目18～21、三丁目22～24、四丁目5～21･24～27、五丁目7～11
- 港区東新橋一丁目1･2･5～10、二丁目3･4･8･9･13･14

## 交通アクセス
新橋駅烏森口より徒歩4分（経路案内）。

## 備考
中央区八丁堀三丁目（旧京橋区日比谷町）に所在する日比谷稲荷神社は当社の分祠である。なお現在同社は日枝神社の兼務社となっている。